# Jasaan
Jasaan é um município de  segunda classe de renda municipal (d) na província Misamis Oriental, nas Filipinas. De acordo com o censo de 1 de maio  de  2020 possui uma população de 57 055 pessoas e 13 740 domicílios.